# シーニック航空
シーニック航空（シーニックこうくう、Scenic Airlines, Inc.）はアメリカ合衆国ネバダ州を拠点とする航空会社である。主に、グランドキャニオンをはじめとするアメリカ南西部の国立公園などの観光ツアーを行っている。

## 歴史
1967年に設立された。1969年には、遊覧飛行を行いながら下界の景色の説明や歴史などが聞けるという世界初の自動ナレーションシステムを開発。1975年にアメリカ合衆国商務省のEアワードを受賞、グランドキャニオン遊覧飛行のパイオニアとしての地位を固める。

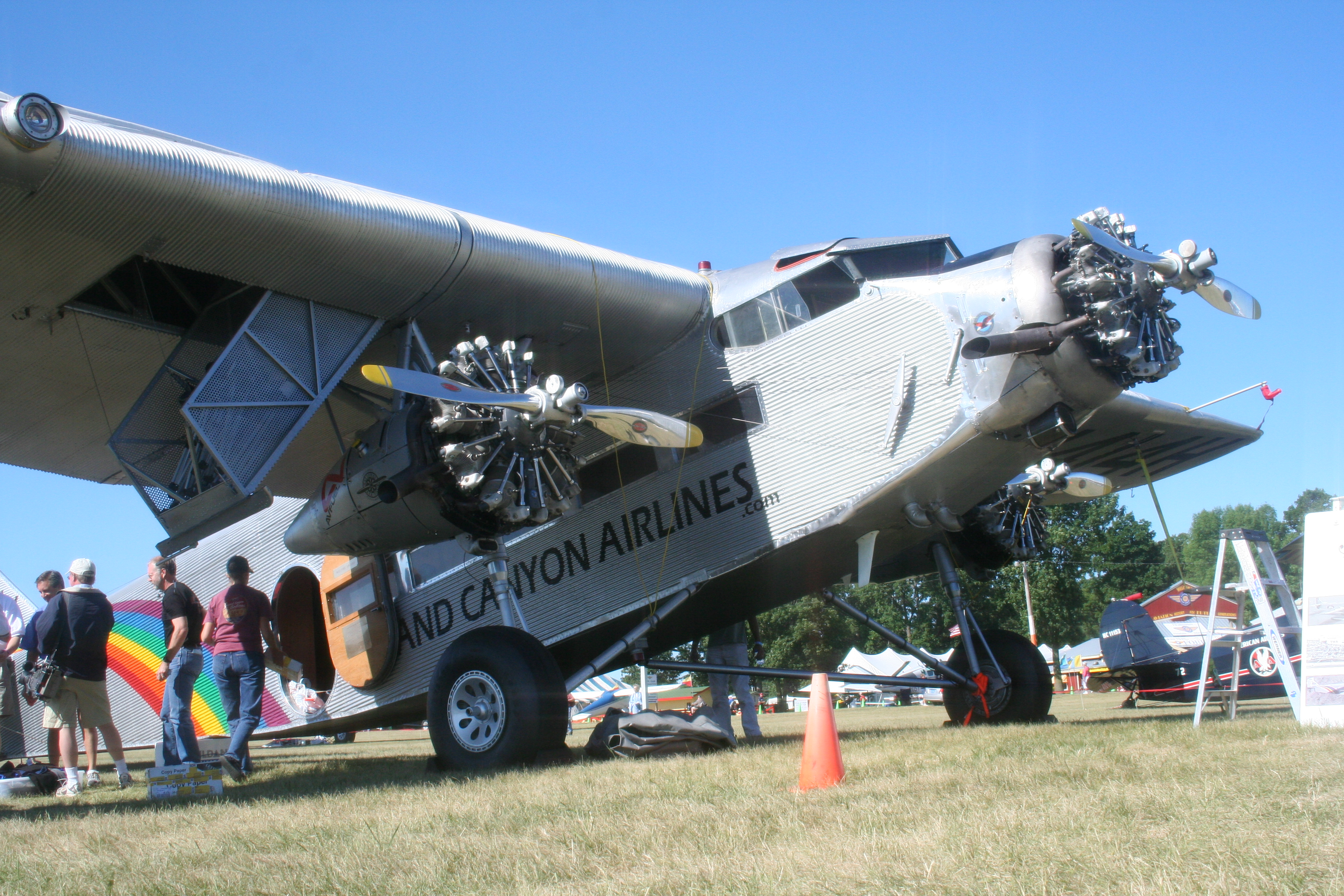
フォード トライモータ

1979年には東京都に支社を設立したことで日本人乗客が増加し、通算100万人の搭乗を達成した。1983年には、デハビランドDHC-6をベースにして窓を特別大きく改良した遊覧飛行専用機、「ビスタライナー」を共同開発し運用を開始した。なお、特別料金を払うことで1920年代に開発された名機であるフォード トライモータを利用できるサービスを提供していたが、2000年代に有償飛行を停止した。
現在グランドキャニオンの遊覧飛行を提供している航空会社として唯一、アメリカ連邦航空局（FAA）が運航や整備面の技術が高い大手航空会社に与える「パート121」運航免許を所持している。
また日本語のナレーションも提供するなど日本人対応が充実していることでも知られ、1985年10月には、浩宮徳仁親王（第126代天皇）が母校ケンブリッジ大学からの帰路にグランドキャニオンを訪問した際にシーニック航空を利用するなど、日本人観光客も多く利用する。

## 保有機材
- ビスタライナー（デハビランド・カナダ DHC-6 改良型）
- セスナ キャラバン

## 路線
- ネバダ州
  - ボルダーシティ空港
- アリゾナ州
  - グランドキャニオン空港
  - モニュメントバレー空港

## 事故
現在までに5件の人身事故を起こしている。
- 1971年10月16日、ノースラスベガス空港からグランドキャニオンに向かったセスナ402型機が悪天候で墜落、乗員1名と乗客9名全員が死亡した。[1]
- 1975年11月30日、ネバダ州イリーから同州エルコに向かったセスナ402型機が悪天候の中計器飛行に失敗し、乗員1名と乗客1名全員が死亡した。[2]
- 1980年7月21日、アリゾナ州グランドキャニオン空港から同州フェニックスへ向かったセスナ404型機がエンジントラブルで墜落、乗員1名と乗客8名が死亡した。[3]
- 1996年9月20日、アリゾナ州グランドキャニオン空港からユタ州セントジョージへ向かった夜間回送便のセスナT207A型機が突然墜落し、操縦していた乗員1名が死亡した。[4]
- 1997年11月8日、コロラド州モントローズからアリゾナ州ページへ向かったセスナ208B型機が上昇中、高度4700メートル付近でレーダーから消失した。機体の残骸は付近の松林で発見され、機体の状況から何らかの原因でストールし、急降下したものと推定された。この事故で、乗員1名と乗客8名が死亡した。[5] なお、当該機の残骸はのちにアリゾナ州にあるエンブリー・リドル航空大学プレスコット校へと移送され、現在は航空事故の研究に使用されている。

## グループ会社
- Grand Canyon Airlines（親会社）
- Papillon Grand Canyon Helicopter
- Grand Canyon Coaches